# Peter Ryan
Peter Barry Ryan (Filadelfia, 10 giugno 1940 – Parigi, 2 luglio 1962) è stato un pilota automobilistico canadese.
Giovane promesso dell'automobilismo, prese parte al Gran Premio degli Stati Uniti 1961 a bordo di una Lotus concludendo la gara al nono posto.
Morì in un ospedale di Parigi per le conseguenze di un incidente durante le prove di una gara di Formula 2 sul circuito di Reims.

## Risultati in Formula 1
| 1961 | Scuderia  | Vettura  |  |  |  |  |  |  |  |   |  |  |  | Punti | Pos. |
| ---- | --------- | -------- |  |  |  |  |  |  |  | - |  |  |  | ----- | ---- |
| 1961 | J Wheeler | Lotus 18 |  |  |  |  |  |  |  | 9 |  |  |  | 0     |      |

| Legenda | 1º posto     | 2º posto | 3º posto    | A punti         | Senza punti/Non class.  | Grassetto – Pole position Corsivo – Giro più veloce |
| Legenda | Squalificato | Ritirato | Non partito | Non qualificato | Solo prove/Terzo pilota | Grassetto – Pole position Corsivo – Giro più veloce |